# Minnetrista
La ville de Minnetrista est située dans le comté de Hennepin, dans l’État du Minnesota, aux États-Unis. Sa population s’élevait à 6 384 habitants lors du recensement de 2010, estimée à 7 397 habitants en 2016.

## Source
- (en) Cet article est partiellement ou en totalité issu de l’article de Wikipédia en anglais intitulé « Minnetrista, Minnesota » (voir la liste des auteurs).